# 김현정 (1969년)
김현정(金鉉正, 1969년 6월 17일~)은 대한민국의 정치인이다.
제21대 국회의원 선거를 앞두고 더불어민주당 소속으로 평택시 을 선거구에 전략공천되었다. 하지만 본 선거에서 46.11%의 득표율을 기록하면서 2위로 낙선했다.
제22대 국회의원 선거를 앞두고 평택시 병 선거구에 단수공천되었다. 본 선거에서 52.76%의 득표율을 기록하면서 22대 국회의원으로 당선되었다.

## 학력
- 대진고등학교 졸업
- 경희대학교 법과대학 법학 학사
- 연세대학교 행정대학원 행정학 석사

## 경력
- 전국사무금융서비스노동조합 위원장
- 우분투 사회연대 연구소 소장
- 더불어민주당 정책위원회 부의장
- 대통령직속 국가균형발전위원회 국민소통특별위원
- 민주평화통일자문회의 자문위원
- 서울특별시교육청 노동인권교육자문위원회 위원
- 2020년 5월~2024년 5월: 더불어민주당 경기도당 평택시 을 지역위원회 위원장
- 홍범도기념사업회 이사
- 2022년 6월~2022년 8월: 더불어민주당 비상대책위원
- 2022년 9월~2023년 3월: 더불어민주당 대변인
- 더불어민주당 원외지역위원장협의회 회장
- 더불어민주당 이재명 대표 언론특보
- 2024년 4월 10일: 대한민국 제22대 국회의원 선거 당선(경기 평택시 병, 더불어민주당, 초선)
- 2024년 5월~: 더불어민주당 경기도당 평택시 병 지역위원회 위원장
- 2024년 8월~: 더불어민주당 대외협력위원장
- 2024년 11월~: 더불어민주당 이재명 대표 정무특보단 전략특보
- 2025년 6월~: 더불어민주당 원내대변인

### 의정 활동
- 2024년 5월 30일~: 제22대 국회의원(경기 평택시 병, 더불어민주당, 초선)
  - 2024년 6월~: 제22대 국회 전반기 정무위원회 위원

## 역대 선거 결과
|  | 46.11% |

|  | 52.76% |

## 소속 정당
| 소속 정당 | 소속 정당    | 소속 기간 | 비고      |
| --------- | ------------ | --------- | --------- |
|           | 더불어민주당 | 2020~현재 | 정계 입문 |

## 같이 보기
- 평택시 병
- 평택시의 국회의원